# Aragóniai Anna medinaceli grófné
Aragóniai Anna (1451 – 1477. március 3. /után/), franciául: Anne de Navarre, spanyolul: Ana de Navarra y Aragón, baszkul: Ana Nafarroakoa, okcitánul: Ana d'Aragon, infanta de Navarra, katalánul: Anna de Navarra, latinul: Anna Navarrae, törvényesítve, apja a Navarrai Királyság örökösének jelölte, trónkövetelő. Az Trastámara-ház tagja.

## Élete
IV. (Vianai) Károly navarrai királynak María de Armendáriz berbinzanai úrnővel folytatott házasságon kívüli viszonyából származó lánya.

## Gyermeke
- Férjétől, Luis de la Cerda (1438–1501) medinaceli gróftól, 1479-től hercegtől, 1 leány:
  - Eleonóra (1472–1497), férje Rodrigo Díaz de Vivar y Mendoza (1464–1523), (El) Cenete (Zenete) őrgrófja, El Cid grófja, 1 fiú:
    - Lajos (megh. fiatalon)